# Anita Dymszówna

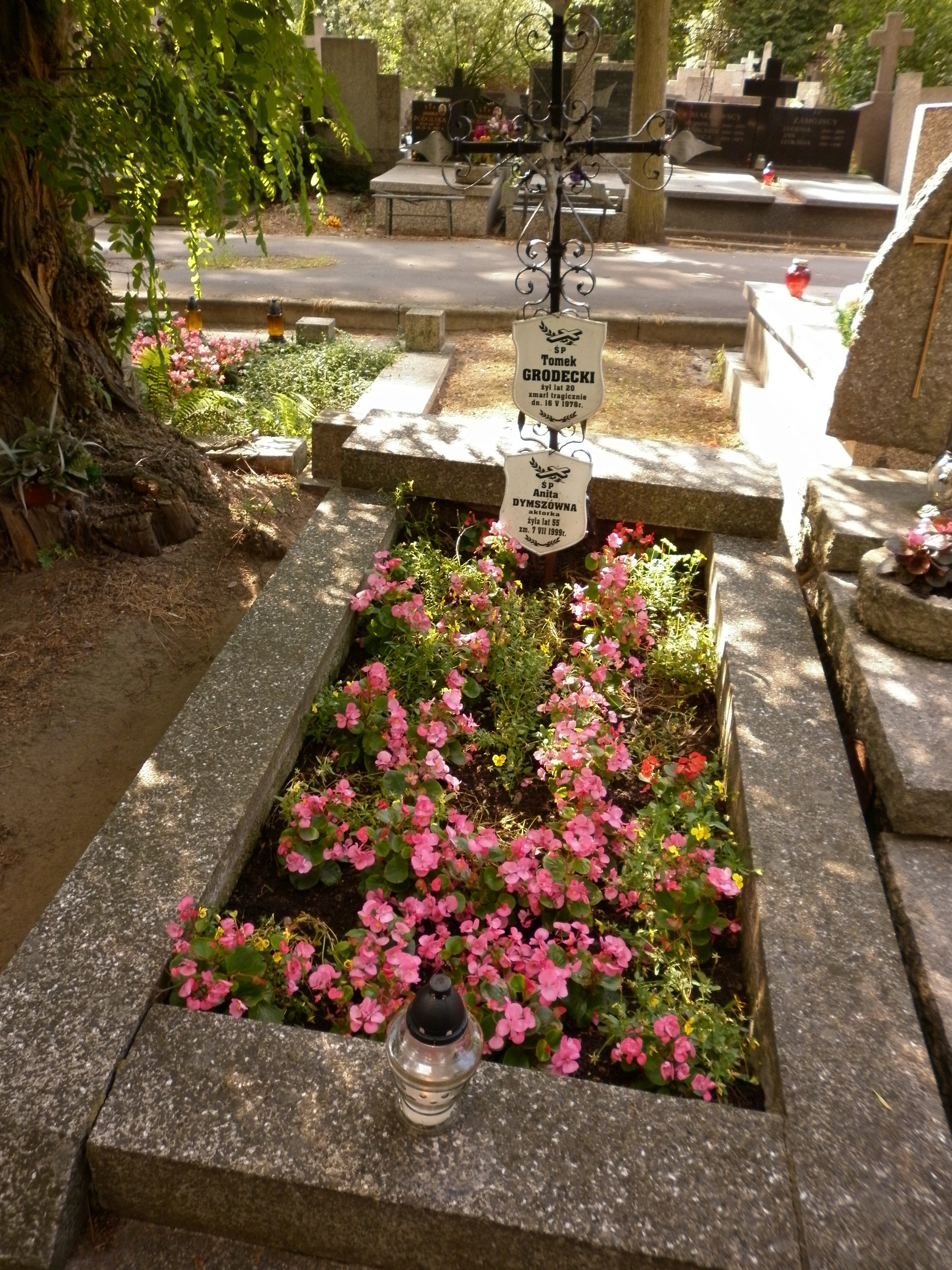
Tumba de Anita Dymszówna

Anita Dymszówna (3 de marzo de 1944 – 7 de julio de 1999), conocida también por los nombres de Anita Bagińska o Anita Damięcka, fue una actriz teatral y cinematográfica polaca.

## Biografía
Nacida en Varsovia, Polonia, su padre era el actor Adolf Dymsza. En 1968 se diplomó en la Academia de Teatro Alexandre Zelwerowicz, en Varsovia. A partir de 1970 actuó en el Teatro Nacional de Varsovia, y en 1979 en el Teatro Komedia de esa ciudad. También hizo actuaciones teatrales emitidas por televisión, y formó parte de obras representadas en el Teatro Syrena.
Anita Dymszówna estuvo casada con el actor Maciej Damięcki. Ella falleció en Varsovia, en 1999, y fue enterrada en el cementerio de Bródno, en Varsovia.

## Filmografía
- 1961 : Uno, dos, tres, de Billy Wilder
- 1962 : L'Amour à 20 ans, sketch de Andrzej Wajda
- 1966 : Kochajmy syrenki, de Jan Rutkiewicz
- 1970 : Pan Dodek, de Jan Rutkiewicz, con su padre, Adolf Dymsza, como actor.
- 1976 : 07 zgłoś się, serie de televisión

## Teatro
Entre 1967 y 1981 actuó en más de una veintena de piezas de teatro, entre ellas obras de autores de la talla de Antón Chéjov, Bertolt Brecht, Alfred de Musset, Kafka, Brendan Behan, Juliusz Słowacki, Cyprian Kamil Norwid, Dario Fo, o Leon Schiller.